# Clathrina coriacea
Clathrina coriacea är en svampdjursart som först beskrevs av Montagu 1818.  Clathrina coriacea ingår i släktet Clathrina och familjen Clathrinidae. Arten är reproducerande i Sverige. Inga underarter finns listade i Catalogue of Life.

## Bildgalleri

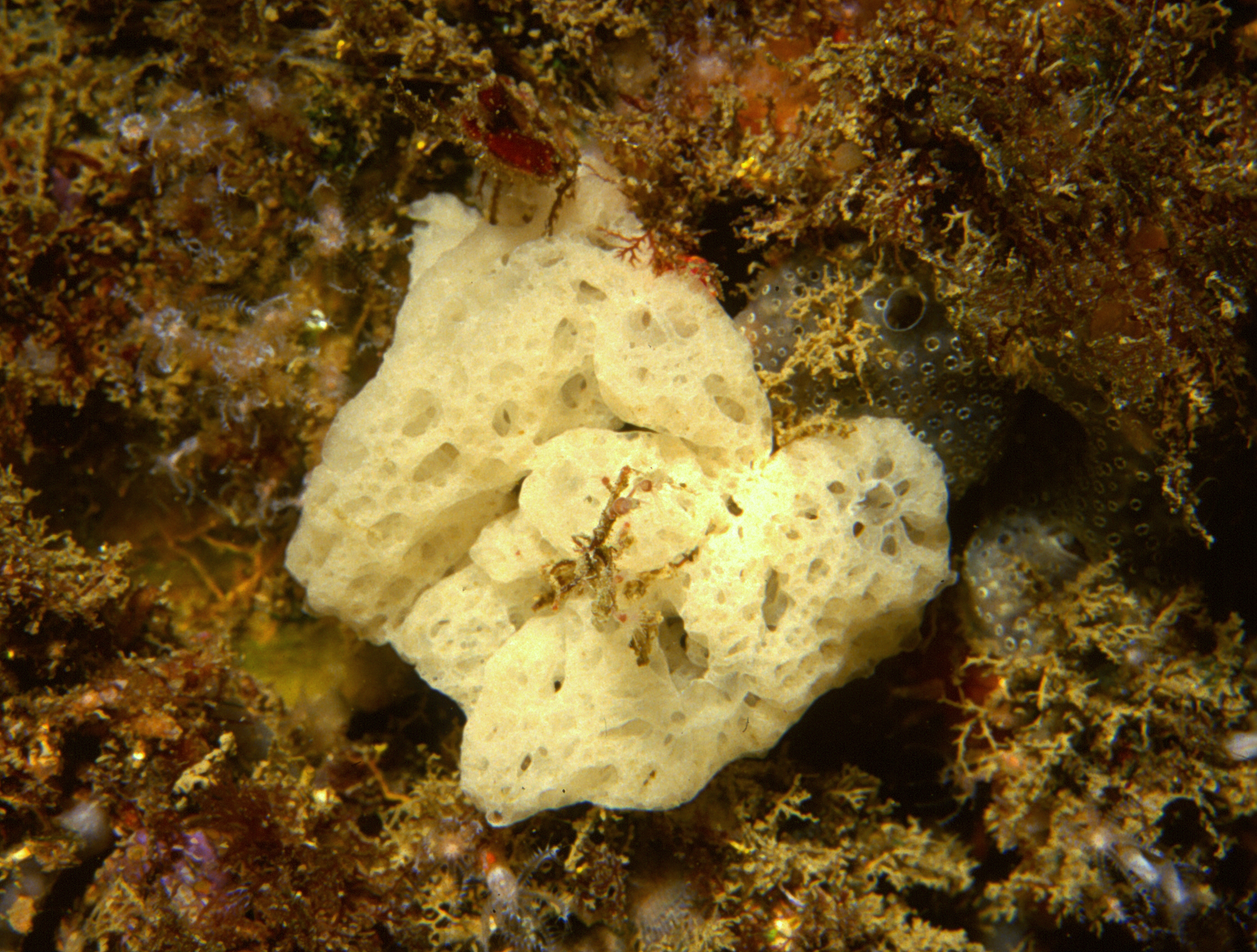
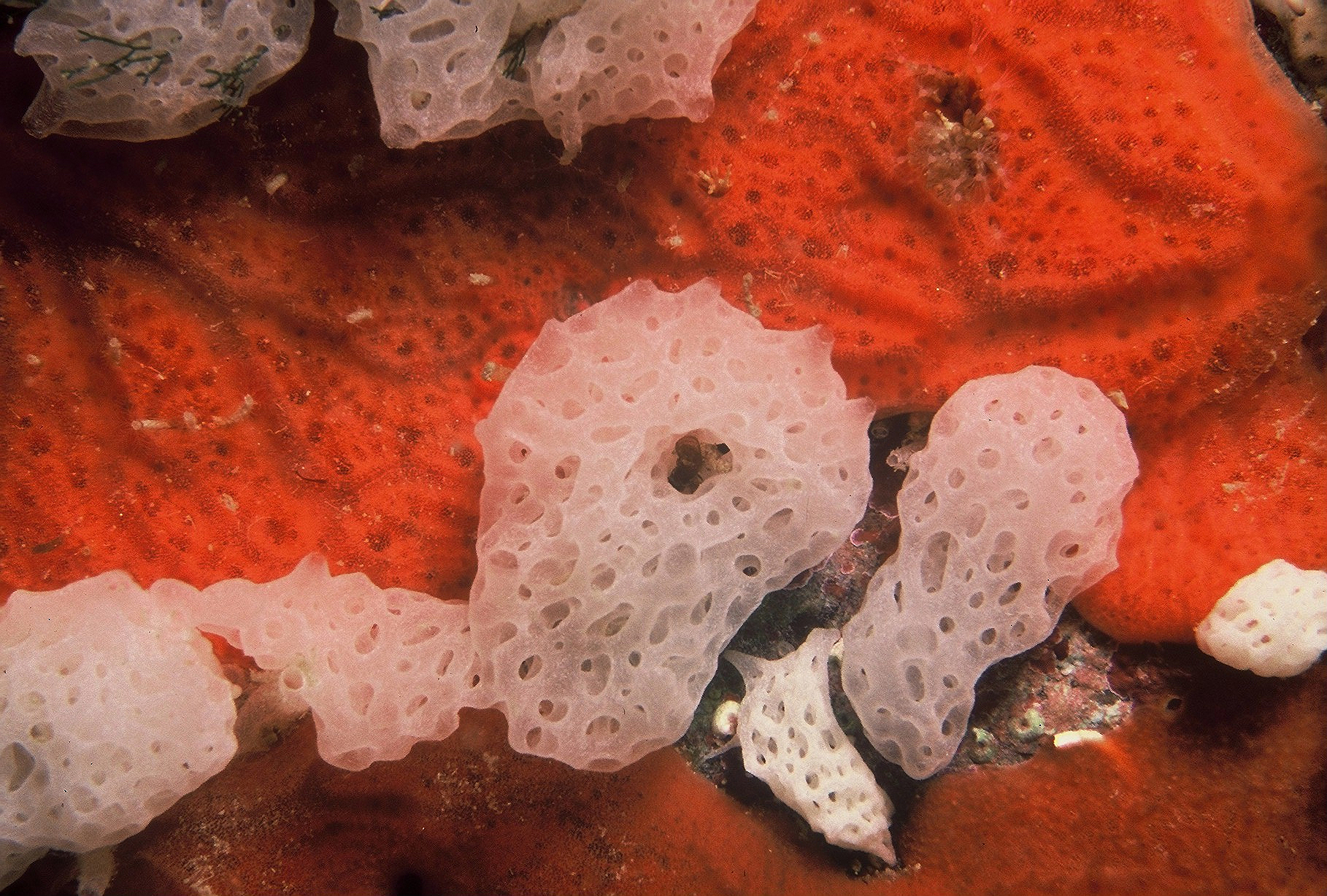